# TortoiseGit
Pour les articles homonymes, voir Tortoise (homonymie).
TortoiseGit est un client du logiciel de gestion de versions Git, implémenté comme une extension shell de Windows. C'est un logiciel libre diffusé sous licence publique générale GNU.